# Quebrada Tigrillo
La quebrada Tigrillo es un lecho seco se desarrolla en la Región de Antofagasta.

## Historia
Luis Risopatrón describe tres accidentes geográficos colindantes con ese nombre en su Diccionario Jeográfico de Chile: 879 
Tigrillo (Aguada del) 25° 51' 70° 46 En piques de 5 m de proíundidad, se encuentra en la playa de la caleta, del misino nombre, al nivel del mar, en la desembocadura de la quebrada de la misma denominación. 98. iii. p. 121; del Triguillo en 161, ii, p. 176; i paraje Tinguirillo en 155. p. 88.
Tigrillo (Caleta) 25° 52' 70° 46' Se abre inmediatamente al N de la caleta Esmeralda; el agua dulce vierte por entre una maza de gruesas piedras redondeadas, al nivel del mar i se filtra hacia arriba, al través de una capa de arena gruesa. 98 ii p. 504; i iii. p. 102 i carta de San Román (1892); 156; i 161, ii, p. 176; i Triguillo en la misma p. 176.
Tigrillo (Quebrada del) 25° 50' 79° 44' Es espaciosa, ofrece aguada, está limitada al N por un cordon trasversal con esquistas en la ladera S, corre hacia el SW i desemboca en la ribera de la caleta del mismo nombre. 98. ii, p. 504; 99. p. 14; i 161, ii. p. 176; i Triguillo en la misma p. 176.